# Mike Dirnt
Mike Dirnt (pe numele său real Michael Ryan Pritchard, născut pe data de 4 mai, 1972 în Rodeo, California) este basistul și vocalistul de acompaniament al formației americane de punk rock Green Day.